# Yviers
Yviers é uma comuna francesa na região administrativa da Nova Aquitânia, no departamento de Charente. Estende-se por uma área de 22,56 km². Em 2010 a comuna tinha 526 habitantes (densidade: 23,3 hab./km²).